# Punta Ocote
Punta Ocote är en ort i Honduras.   Den ligger i departementet Departamento de Yoro, i den centrala delen av landet, 120 km norr om huvudstaden Tegucigalpa. Punta Ocote ligger 692 meter över havet och antalet invånare är 1 399.
Terrängen runt Punta Ocote är kuperad åt nordväst, men åt sydost är den platt. Runt Punta Ocote är det ganska tätbefolkat, med 52 invånare per kvadratkilometer. Närmaste större samhälle är Santa Rita, 3,7 km söder om Punta Ocote. Omgivningarna runt Punta Ocote är en mosaik av jordbruksmark och naturlig växtlighet.